# برلمان النساء (مسرحية)
برلمان النساء تُرجم أيضآ (نساء الجمعية، عضوات الكونغرس، نساء في البرلمان، نساء في السلطة، وبرلمان النساء) هي كوميديا كتبها الكاتب المسرحي اليوناني أريستوفان في عام 391 قبل الميلاد. تعرض المسرحية سيناريو حيث تتولى نساء أثينا السيطرة على الحكومة وإدخال إصلاحات شيوعية تحظر الثروة الخاصة وتفرض المساواة الجنسية للمسنين وغير الجذابين. بالإضافة إلى هجاء أريستوفان السياسي والاجتماعي، حيث تستمد الفكاهى الخاصة بنها من خلال الفكاهة الجنية والجسدية. من المهم أن نلاحظ أن المفاهيم الأساسية للمسرحية الخاصة  بالنساء في الحكومة والشيوعية لم تكن اقتراحات مشروعة من أريستوفان، ولكن بالأحرى فرضية غريبة تهدف إلى انتقاد الحكومة الأثينية في ذلك الوقت.

## نبذة
ثمة أدلة كثيرة تثبت أن هذه المسرحية قد ألفت في فترة متأخرة نسبيا من حياة أريستوفانيس، فهي خالية من خطاب الجوقة، ودور الجوقة بها مختصر إلي حد كبير، وليس بها هجوم عنيف علي الساسة ورجال الحكم، وحوارهم الذكي يشبه حوار الكوميديا الحديثة. ويدل هذا كله علي تطور ملحوظ في شكل الكوميديا الإغريقية، وعلي أنها تقترب من مرحل الكوميديا الوسطي. أما أفكار المؤلف واتجاهاته الفلسفية في هذه المسرحية فتدل علي تأثره بآراء أفلاطون التي وردت في كتابه «الجمهورية»، وربما كان يهدف إلي السخرية من تلك الآراء بطريقته الخاصة.

## الحبكة
استطاعت براكساجورا «ذات التدبير المحكم» أن تدبر مؤامرة مع بنات جنسها من الأثينيات ضد الرجال، لأنهم أغرقوا أثينا في ويلات الحروب، وبدأت المؤامرة بأن ارتدت براكساجورا مع صويحباتها زي أزواجهن النائمين، وتسللن خارجات من بيوتهن قبيل بزوغ الشمس، وقمن بالذهاب إلي الجمعية العامة لأثينا  التي كان يحضر جلساتها كل من يريد من الأثينيين.
و هناك استصدرن قانونا بأغلبية الأصوات -لأن معظم الحاضرين كانوا في الغالب من النساء المتنكرات في زي الرجال- بأن تسلم أمور الدولة ومقاليد الحكم فيها إلي أيدي النساء، حيث أن الرجال قد عجزوا عن إدارتها.
و بطبيعة الحال لم يتمكن الأزواج من الخروج من منازلهم بعد أن استولت زوجاتهم علي ملابسهم. فقنعوا بارتداء ملابس الزوجات، وخرجوا علي استحياء يتنسمون الأخبار، حيث علموا بالقرار الجديد الذي يقضي بانتخاب حكومة من النساء. وبعد نجاح المؤامرة يتم انتخاب براكساجورا رئيسة للحكومة النسائية الجديدة، لأنها نالت ثقة النساء بجرأتها وحسن تدبيريها، ومن ثم تعود إلي زوجها بليبيروس «المتلصص» الذي قبع في المنزل يتسامر مع جاره خريميس «ذو الغطيط» وهما بملابس النساء، وتشرح له النظام الاجتماعي الجديد الذي اعتزمت تطبيقه في أثيناتمهيدا لإصلاح شأأنها وانتشالها من التدهور.
و يقضي هذا النظام الاجتماعي الجديد بأن تصبح الملكية في الدولة جماعية، بحيث تكون الأموال وكذا النساء والأطفال في يد الدولة، ثم تقسم بعد ذلك بالعدل بين المواطنين جميعا. وتذهب براكساجورا إلي ساحة السوق العامة حيث تدعو لمذهبها الجديد، وتقنع المواطنين بالاستيلاء علي جميع الأملاك الخاصة وجعلها علي المشاع، ويسارع السذج إلي تقديم أموالهم وأملاكهم إلي الحكومة الجديدة، أما المرتابون فيماطلون انتظارا لما تسفر عنه الأمور.
و كان القانون الجديد يقضي بأن للمرأة العجوز الحق في أن تستمتع بعض الوقت بأحد الشباب، وخصوصا من يقع عليه اختيارها، لذلك نري علي المسرح شابا جاءء يبحث عن محبوبته، ولكن ثلاثا من عجائز النسوة يتكالبن عليه، وتؤكده كل واحدة منهن أن من حقها الاستمتاع به، وأخيرا تنجح أكثرهن قوة في الاحتفاظ به لنفسها.
و تعد براكساجورا وليمة عامة من اغتباط لتناول الطعام. وفي ختام المسرحية تهرع الجوقة المكونة من النساء إلي الوليمة الجماعية لنتال نصيبها من الطعام.
1. ↑  Andrew Bell, Encyclopædia Britannica (بالإنجليزية البريطانية), Illustrator: Andrew Bell, Encyclopædia Britannica, Inc., OCLC:71783328, OL:8232128W, QID:Q455
2. ↑  ZUMBRUNNEN، JOHN (2006-08). "Fantasy, Irony, and Economic Justice in Aristophanes'AssemblywomenandWealth". American Political Science Review. ج. 100 ع. 3: 319–333. DOI:10.1017/s0003055406062216. ISSN:0003-0554. مؤرشف من الأصل في 2019-12-13. {{استشهاد بدورية محكمة}}: تحقق من التاريخ في: |تاريخ= (مساعدة)
3. ↑  كانت الجمعية العامة مكانا للقاء الجماهير الأثينية ، و هي تشبه الآن المؤتمر القومي أو الشعبي ، و كان يدعى لحضور اجتماعها الشعب علي اختلاف طبقاته , أما جلساتها فكانت تعقد دوما في ساعة مبكرة من الصباح
4. ↑  نظرية الدراما الإغريقية ، د/ محمد حمدي إبراهيم ، ص253
5. ↑  نظرية الدراما الإغريقية ، د/ محمد حمدي إبراهيم ، ص254